# Van Beuningen (geslacht)

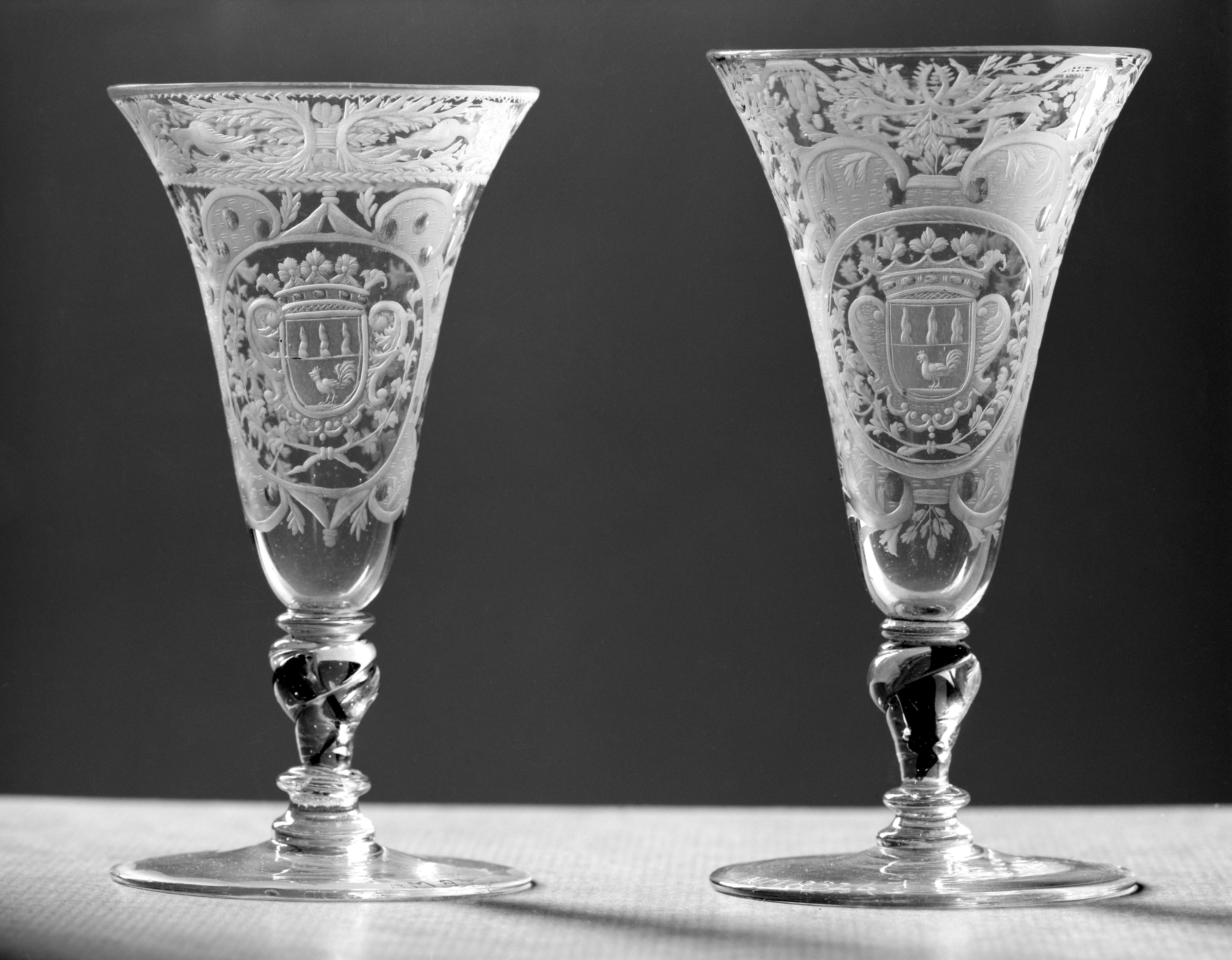
Kelkglas met het wapen van de familie Van Beuningen

Van Beuningen is een van oorsprong uit Nijmegen afkomstige familie die bekend werd van de Steenkolen Handelsvereniging, het Museum Boijmans Van Beuningen en verschillende culturele fondsen.

## Geschiedenis
De stamreeks van de Amsterdamse tak begint met Dirck Jansz. van Boeningen/Beuningen (ca. 1530-voor 1583) die in Nijmegen werd geboren en naar Amsterdam trok en daar kaaskoper werd. Hij kreeg twee volwassen geworden zonen: Geurt Dircksz. van Beuningen die koopman was en fortuin maakte, ook in de handel met de VOC; hij zetelde vanaf 1606 in het stadsbestuur van Amsterdam.
In de 19e eeuw werden leden mede-oprichters van de SHV en actief in het Rotterdamse bedrijfsleven. Voorts leverde het een kunstverzamelaar die de basis legde voor het Museum Boijmans-Van Beuningen. Een andere tak leverde belangrijke landeigenaren in de provincie Utrecht.

## Enkele telgen

### Oudste generaties
Dirck Jansz. van Boeningen/Beuningen (ca. 1530-voor 1583), kaaskoper
- Jan Dircksz. van Beuningen (1560-1629), bode en afslager van de Amsterdamse Weeskamer, uit wie de hierna volgende jongere generaties
- Geurt Dircksz. van Beuningen (1565-1633), koopman, raad, schepen en burgemeester van Amsterdam
  - Dirck Geurtsz. van Beuningen (1588-1648), koopman
    - Coenraad van Beuningen (1621/22-1693), diplomaat

### Jongste generaties
Ds. Willem van Beuningen (1811-1899), predikant
- Johannes Jacobus van Beuningen (1840-1912), inspecteur Maatschappij tot exploitatie van staatsspoorwegen
  - Willem Frederik van Beuningen (1876-1936), directeur Lindsay Blee, agent Steenkolen Handelsvereeniging te Londen
- Hendrik Adriaan van Beuningen (1841-1908), mede-oprichter en mededirecteur Steenkolen Handelsvereeniging, lid gemeenteraad van Utrecht, lid Provinciale Staten van Utrecht en lid van de Tweede Kamer der Staten-Generaal
  - Elisabeth Catharina Petronella van Beuningen (1872-1963); trouwde in 1893 met Dirk Catharinus Hasselman (1865-1942), burgemeester
  - Jane Julia Mary Elizabeth van Beuningen (1874-1944); trouwde in 1895 met Johannes Mattheus Benteijn (1869-1946), luitenant-generaal-titulair der cavalerie, inspecteur wapen der cavallerie, Gouverneur der Residentie
  - Willem van Beuningen (1873-1948), directeur Steenkolen Handelsvereeniging N.V., lid gemeenteraad van Vught; trouwde in 1900 Charlotte Elisabeth Fentener van Vlissingen (1880-1976), telg, uit de SHV-familie Van Vlissingen
    - Willem van Beuningen (1911-1970), musicoloog

  - Daniel George van Beuningen (1877-1955), directeur Steenkolen Handelsvereeniging N.V., oprichter en directeur N.V. Mij. Vrachtvaart en N.V. Nederlandse Benzol-Maatschappij, kunstverzamelaar en medegrondlegger van het Museum Boijmans-Van Beuningen
    - Wilhelmina Florentina van Beuningen (1908-1992); trouwde in 1932 met Lucas Hermann Peterich (1902-1983), kunstschilder; grondleggers Van Beuningen/Peterich-Fonds
    - Daniel George van Beuningen (1911-1973), directeur N.V. Mij. Vrachtvaart
      - Evelyn van Beuningen (1947-2016), kunsthistorica en springruiter

  - Hendrik Adriaan van Beuningen (1878-1949), landeigenaar, eigenaar Landgoed Anderstein en Thedingsweert, dijkgraaf polderdistrict Neder-Betuwe
    - Hendrik Adriaan van Beuningen (1907-1965), directeur Trading N.V. te Antwerpen
      - Hendrik Adriaan van Beuningen (1942-2021), landeigenaar en fruitteler fruitbedrijf Thedingsweert
      - Franklin George van Beuningen (1946), fruitteler fruitbedrijf Thedingsweert

  - John Wells van Beuningen (1880-1967), directeur beleggingsmij. Unitas N.V. te Rotterdam
    - Mr. Hendrik Adriaan van Beuningen (1910-1953), directeur Steenkolen Handelsvereeniging N.V.
      - Mr. John Wells van Beuningen (1938-2004), bedrijfsdirecteur L. Smit & Co’s Internationale Sleepdienst

  - Coenraad Samuel van Beuningen (1882-1956), landeigenaar te Maarsbergen, wethouder van Maarn
    - Hendrick Adriaan van Beuningen (1916-1997), landbouwer op, eigenaar en bewoner van huis Anderstein
      - Ing. Hendrik Adriaan van Beuningen (1953), directeur-rentmeester en bewoner van huis Anderstein

    - Hendrik Jan Engelbert van Beuningen (1920-2015), directeur Pakhuismeesteren N.V. te Rotterdam; trouwde in 1982 met Adelheid Ferrier (1932), schrijfster

  - Ir. Frederik Willem Herman van Beuningen (1884-1955), directeur Machinefabriek en Scheepswerf van P. Smit Jr. N.V., dijkgraaf polder Varkensoord en Karnemelksland
    - Jacoba Albertine Christine Ruth Wilhelmine van Beuningen (1912-2006); trouwde in 1935 met mr. Willem Frederik Petrus Corneiius Viëtor (1911-1975), directeur L. Smit & Co’s Internationale Sleepdienst

  - Elise Mathilde van Beuningen (1890-1941), stichter in 1935 van het Elise Mathilde Fonds; trouwde in 1940 met Cornelis Rudolphus Theodorus baron Kraijenhoff (1865-1948), voorzitter en erevoorzitter Algemeen Nederlands Verbond voor Vreemdelingenverkeer, lid dagelijks bestuur Koninklijke Nederlandse Toeristenbond A.N.W.B

Geslachten die opgenomen zijn in het sinds 1910 verschijnende genealogische naslagwerk Nederland's Patriciaat. Lijst volgens opgave van het CBG Centrum voor familiegeschiedenis.
A · B · C · D · E · F · G · H · I · J · K · L · M · N · O · P · Q · R · S · T · U · V · W · Y · Z